# The Land Before Time IV: Journey Through the Mists
The Land Before Time IV: Journey Through the Mists (En busca del valle encantado 4: Viaje a la tierra de las brumas en España, y La tierra antes del tiempo IV: Viaje a través de las brumas en Hispanoamérica) es una película estadounidense de animación de 1996 dirigida por Roy Allen Smith y producida por Universal Studios, perteneciente a la franquicia En busca del valle encantado.

## Sinopsis
Una manada de Cuellilargos migratorios trae importantes noticias sobre el cambio de tiempo en las regiones más allá del Gran Valle. 
Aquella que una vez estuvo seca ahora se ha convertido en la “Tierra de las Brumas”. Extrañas nuevas criaturas empiezan a aparecer en estos parajes mientras que otras se trasladan a los altos árboles que los Cuellilargos solían comer. Afortunadamente el Gran Valle está más bonito que nunca, pero el abuelo de Piecito cae enfermo y su única esperanza es comer los pétalos de la dorada flor de la noche que solo crece en la Tierra de las Brumas.

## Reparto y doblaje
| Personaje         | Voz en inglés   | Voz en español          | Voz en español                              |
| ----------------- | --------------- | ----------------------- | ------------------------------------------- |
| Piecito           | Scott McAfee    | Chelo Molina            | Elsa Covián                                 |
| Cera              | Candace Hutson  | Adelaida López          | Cristina Hernández Gaby Beltrán (canciones) |
| Patito            | Heather Hogan   | Yolanda Pérez Segoviano | Vanessa Acosta Maggie Vera (canciones)      |
| Petrie            | Jeff Bennett    | Abraham Aguilar         | Arturo Mercado                              |
| Abuela de Piecito | Linda Gary      | Matilde Conesa          | Angela Villanueva Vicky Córdova (canciones) |
| Abuelo de Piecito | Kenneth Mars    | José Ángel Juanes       | Cèsar Árias                                 |
| Púas              | Rob Paulsen     | Juan José López Lespe   | N/D                                         |
| Itchy             | Jeff Bennett    | Juan Perucho            | Salvador Delgado                            |
| Ali               | Juliana Hansen  | Mar Bordallo            | Ana María Grey                              |
| Dil               | Tress MacNeille | María Luisa Rubio       | Jesús Barrero Nicolás Silva (canciones)     |
| Archie            | Charles Durning | Luis Mas                | Ricardo Hill                                |

## Premios
- 1996: Premios Annie: 2 nominaciones

## Especies de animales que aparecen en la película
- Apatosaurus
- Triceratops
- Stegosaurus
- Saurolophus
- Pteranodon (No es un dinosaurio)
- Tyrannosaurus (Sólo aparece al principio)
- Pachycephalosaurus
- Archelon
- Deinosuchus
- Ichtyornis
- Megazostrodon
- Hydrotherosaurus

- Datos: Q645879